# Kangerluk
Kangerluk, duń. Diskofjord – osada w Grenlandii, w gminie Qaasuitsup, położona na południowo-zachodnim brzegu wyspy Disko.
Według danych oficjalnych liczba mieszkańców w 2011 roku wynosiła 35 osób.